# Hans Aabech
Hans Vilhelm Aabech (Koppenhága, 1948. november 1. – Koppenhága, 2018. január 8.) válogatott dán labdarúgó, csatár.

## Pályafutása
1968 és 1972 között a Skovshoved labdarúgója volt. 1973 és 1974 között a Hvidovre csapatában szerzett és 1973-ban bajnok és gólkirály a dán bajnokságban és ebben az évben az év dán labdarúgójának is megválasztották. 1974 és 1979 között a belga Club Brugge, a holland FC Twente, a holland De Graafschap és a belga Oostende játékosa volt. 1979-ben hazatért és korábbi klubja a Hvidovre labdarúgója lett. 1980 és 1982 között a Kjøbenhavns BK együttesében játszott és 1980-ban bajnokságot nyert a klubbal és ismét gólkirály lett. 1983-ban a Lyngby BK labdarúgója volt és tagja volt a bajnokcsapatnak. 1973-74-ben három alkalommal szerepelt a dán válogatottban.

## Sikerei, díjai
- Az év dán labdarúgója (1973)

 Hvidovre IF
- Dán bajnokság
  - bajnok: 1973
  - gólkirály: 1973 (28 gól)

 Kjøbenhavns BK
- Dán bajnokság
  - bajnok: 1980
  - gólkirály: 1980 (19 gól)

 Lyngby BK
- Dán bajnokság
  - bajnok: 1983